# Potisni eksploziv
Potisni eksplozivi so eksplozivi, ki na prostem ne detonerajo ampak le zgorijo, deflagrirajo. Pri njih pok dosežemo tako, da jih zapremo v ovoj ali tulec, v katerem se bodo nabirali plini dokler tlak ne bo zrastel do točke, ko se bom tulec raztrgal z nadzvočno hitrostjo. Večina jih je zmesi oksidanta in goriva. Ob stiku z ognjem oksidant razpade na mulekule kisika in preprostejšo snov. Ta kisik se nato veže na gorivo, ki tvori novo snov, oksid. Ta ima manjšo maso od prejšne snovi in ostala masa se pretvori v energijo. Del te energije se porabi za nadalno potekanje reakcije, preostanek pa sprosti v obliki toplote, svetlobe in zvočnega valovanja. Pri reakciji nastajajo tudi plini, ki imajo večjo prostornino od zmesi. Predstavniki so črni smodnik, »flash powder«, in ostale pirotehnične zmesi. Nekateri eksplozivi pa imajo kisik, potreben za potek reakcije vezan v svoji mulekuli in oksidanta ne potrebujejo. Predstavniki teh so nitroceluloza, zlati smodnik. Vse te snovi se uporabljajo v pirotehniki, za izdelavo metkov, raketne motorje, izdelavo petard...